# Dêgê

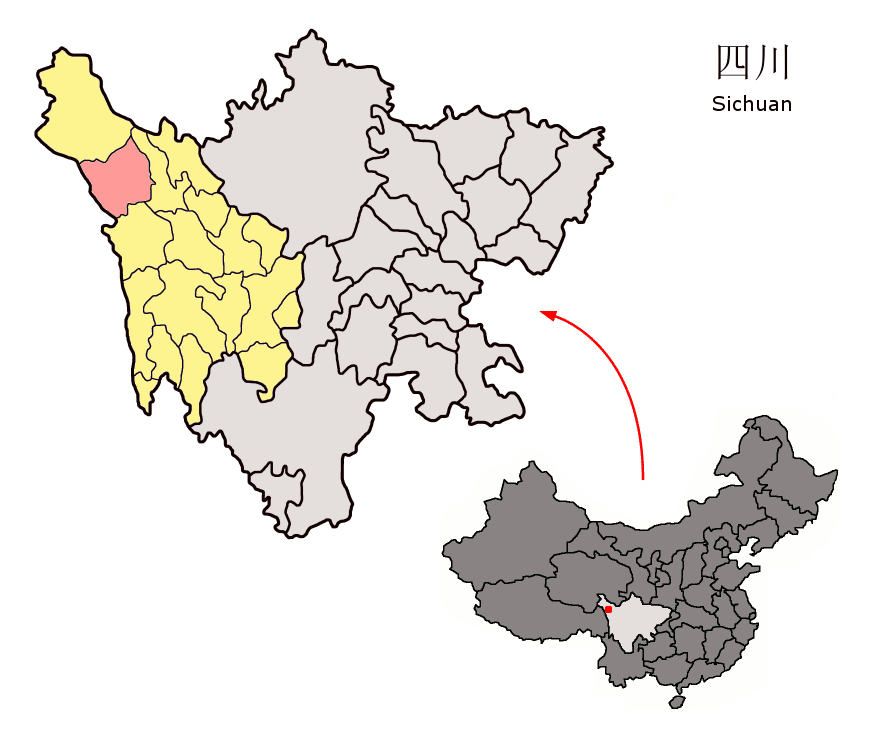
Lage von Dêgê.

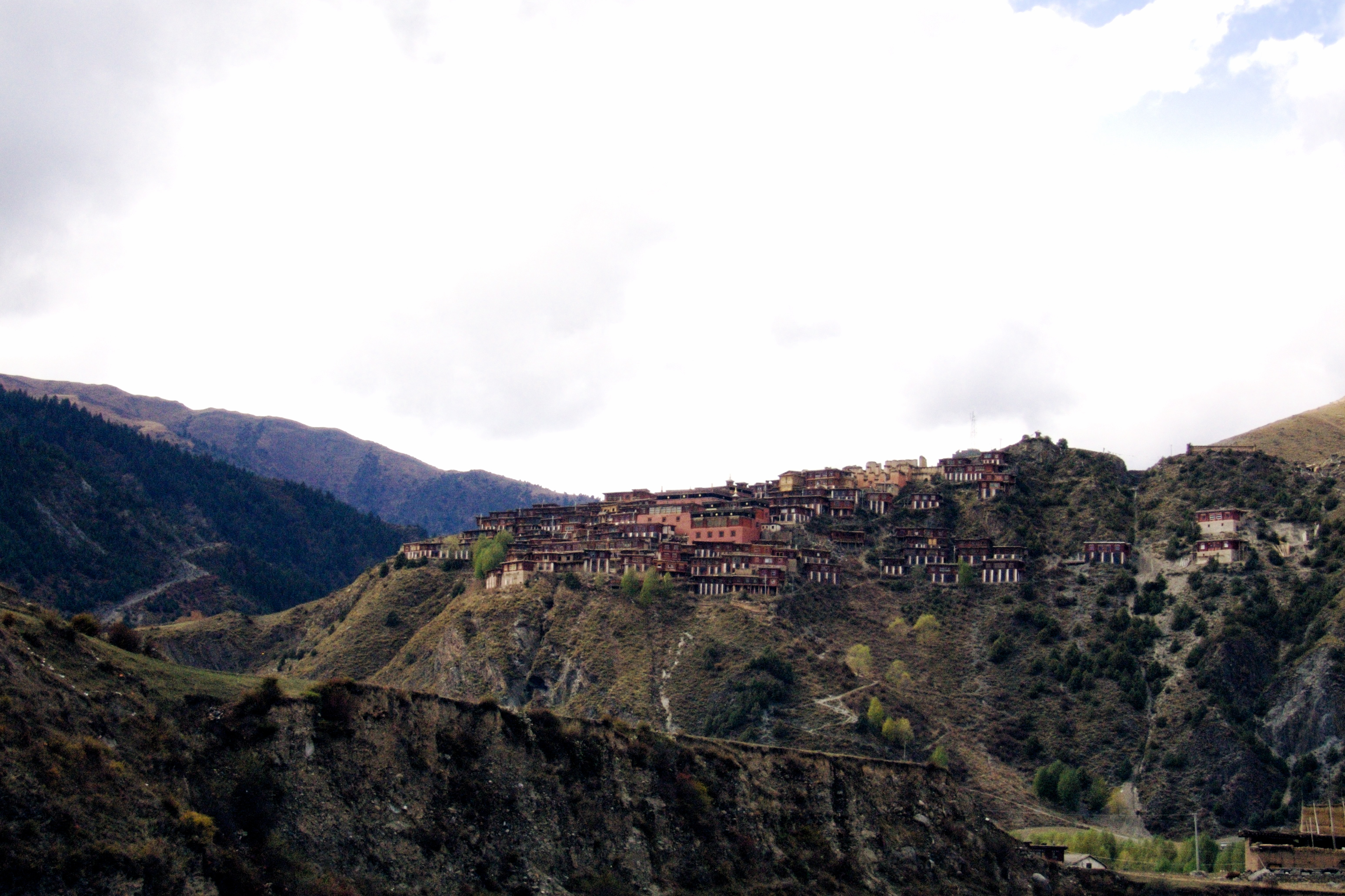
Kloster Dzongsar.

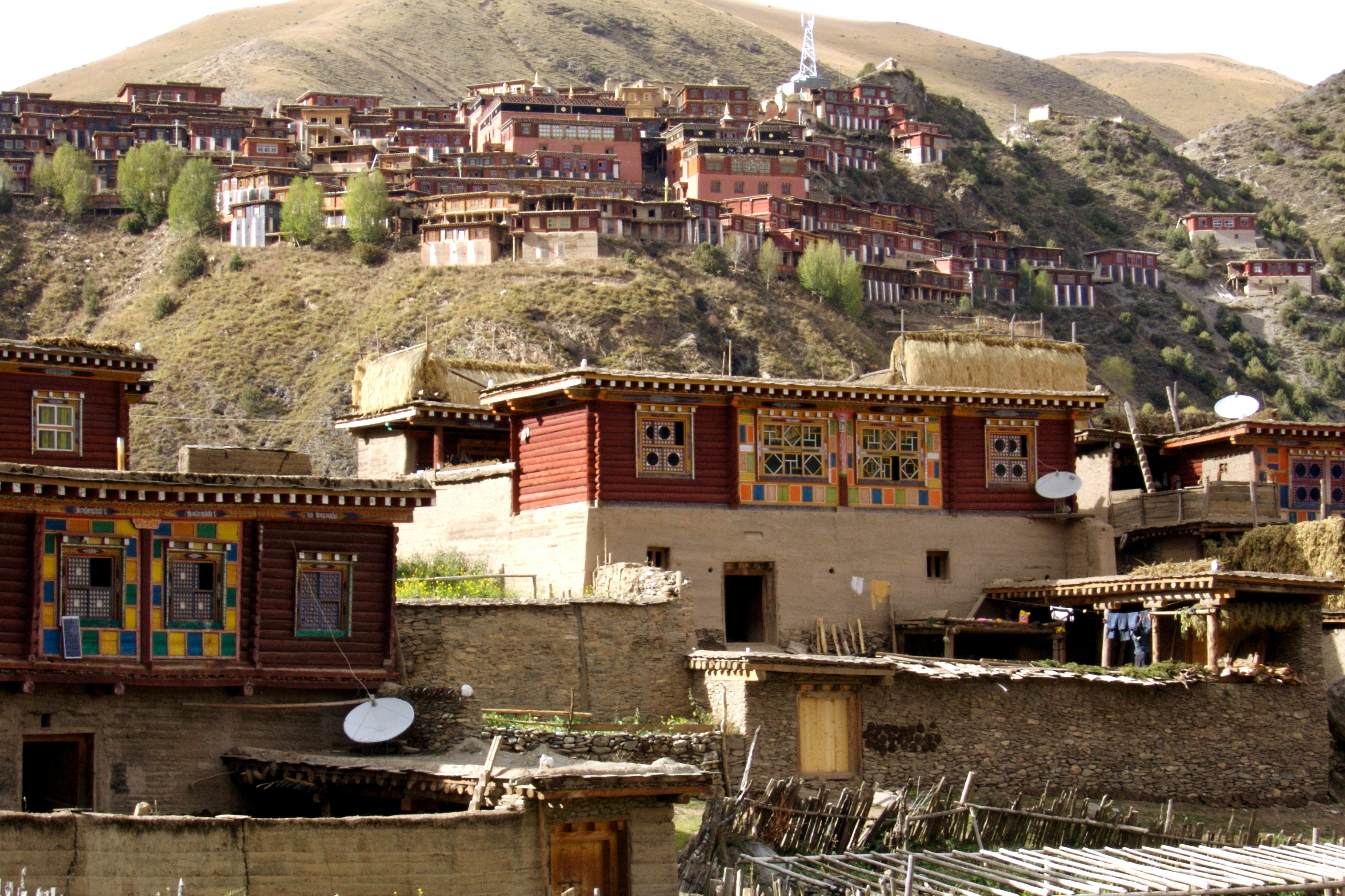
Kloster Dzongsar.

Dêgê (tibetisch སྡེ་དགེ། Wylie sde dge; auch Dege oder Derge; chinesisch 德格县, Pinyin Dégé Xiàn) ist ein Kreis des Autonomen Bezirks Garzê der Tibeter im Nordwesten der chinesischen Provinz Sichuan. Die Fläche beträgt 11.140 Quadratkilometer und die Einwohnerzahl 88.542 (Stand: Zensus 2020). Sein Hauptort ist die Großgemeinde Goinqên (更庆镇 Gèngqìng).
Dege Parkhang, die „Druckerei von Dêgê“ (德格印经院 Dege yinjingguan), steht seit 1996 auf der Liste der Denkmäler der Volksrepublik China (4-183).
Das Kloster Dzongsar befindet sich auf seinem Gebiet, ebenso das im 15. Jahrhundert entstandene Manjin-Kloster.

## Administrative Gliederung
Auf Gemeindeebene setzt sich der Kreis aus sechs Großgemeinden und 20 Gemeinden zusammen. Diese sind (Pinyin/chinesisch):
- Großgemeinde Goinqên 更庆镇
- Großgemeinde Maisu 麦宿镇 (vormals Dama 达马乡)
- Großgemeinde Zhuqing 竹庆镇
- Großgemeinde Manigange 马尼干戈镇
- Großgemeinde Cuo'a 错阿镇
- Großgemeinde Axu 阿须镇

- Gemeinde Puma 普马乡
- Gemeinde Yueba 岳巴乡
- Gemeinde Babang 八邦乡
- Gemeinde Gongya 龚垭乡
- Gemeinde Baiya 白垭乡
- Gemeinde Wangbuding 汪布顶乡
- Gemeinde Keluodong 柯洛洞乡
- Gemeinde Kasongdu 卡松渡乡
- Gemeinde Enan 俄南乡
- Gemeinde Ezhi 俄支乡
- Gemeinde Yulong 玉隆乡
- Gemeinde Zhongzhake 中扎柯乡
- Gemeinde Shangrangu 上然姑乡
- Gemeinde Wogong 窝公乡
- Gemeinde Wentuo 温拖乡
- Gemeinde Niangu 年古乡
- Gemeinde Langduo 浪多乡
- Gemeinde Dagun 打滚乡
- Gemeinde Yading 亚丁乡
- Gemeinde Suoba 所巴乡

## Ethnische Gliederung der Bevölkerung (2000)
Beim Zensus im Jahr 2000 hatte Dêgê 63.989 Einwohner.
| Name des Volkes | Einwohner | Anteil  |
| --------------- | --------- | ------- |
| Tibeter         | 62.145    | 97,12 % |
| Han             | 1.681     | 2,63 %  |
| Hui             | 90        | 0,14 %  |
| Yi              | 15        | 0,02 %  |
| Uiguren         | 9         | 0,01 %  |
| Salar           | 9         | 0,01 %  |
| Bai             | 7         | 0,01 %  |
| Qiang           | 5         | 0,01 %  |
| Mongolen        | 5         | 0,01 %  |
| Miao            | 5         | 0,01 %  |
| Sonstige        | 18        | 0,03 %  |